# هنري كوك مورغان الابن
هنري كوك مورغان الابن (بالإنجليزية: Henry Coke Morgan, Jr.)‏ هو قاضي ومحامي أمريكي، ولد في 1935 في نورفولك في الولايات المتحدة.